# Marion (Kansas)
Marion é uma cidade localizada no estado americano de Kansas, no Condado de Marion.

## Demografia
Segundo o censo americano de 2000, a sua população era de 2110 habitantes.
Em 2006, foi estimada uma população de 1992, um decréscimo de 118 (-5.6%).

## Geografia
De acordo com o United States Census Bureau tem uma área de
5,8 km², dos quais 5,8 km² cobertos por terra e 0,0 km² cobertos por água. Marion localiza-se a aproximadamente 415 m acima do nível do mar.

## Localidades na vizinhança
O diagrama seguinte representa as localidades num raio de 24 km ao redor de Marion.